# Plainview, Minnesota
Plainview är en ort i Wabasha County i Minnesota. Vid 2010 års folkräkning hade Plainview 3 340 invånare.